# Diane Downs

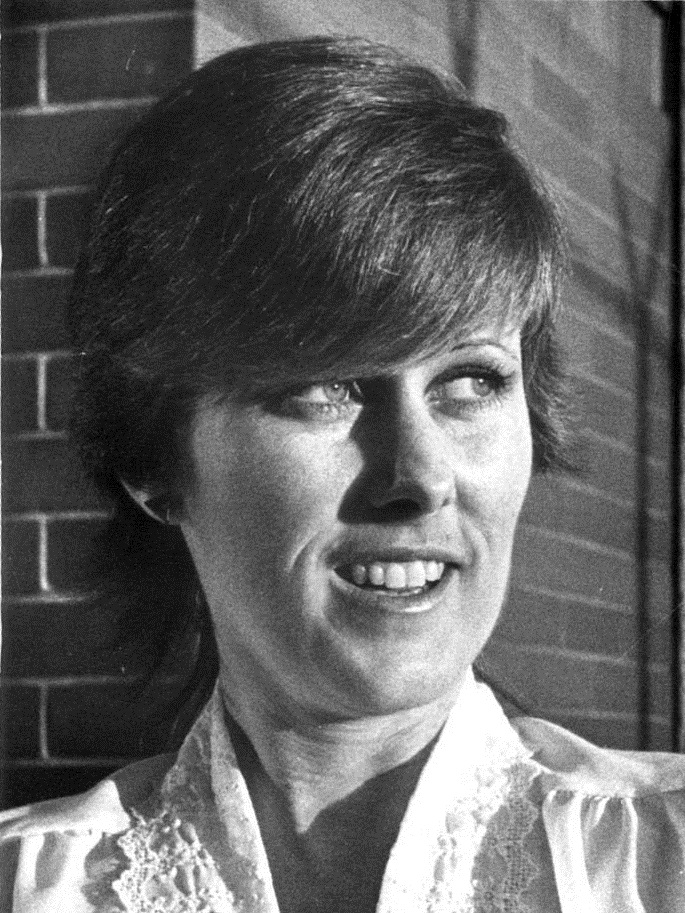
Diane Downs im Jahr ihrer Verurteilung, 1984

Elizabeth Diane Downs (geb. Frederickson; * 7. August 1955 in Phoenix, Arizona) wurde 1984 für den Mord an ihrer Tochter Cheryl Lynn Downs (1976–1983) sowie den versuchten Mord an ihren beiden anderen Kindern, Christie Ann Hugi (* 1974) und Stephen Daniel Hugi (* 1979), zu einer lebenslangen Freiheitsstrafe verurteilt.
Im Jahr 2020 befand sich Downs nach einem gescheiterten Fluchtversuch und drei erfolglosen Anträgen auf Bewährung, in der Justizvollzugsanstalt Central California Women's Facility, in Kalifornien.
Downs selbst hat sich nie zu der von ihr bewusst geplanten Kindstötung bekannt, sondern behauptet, sie und ihre Kinder seien von einem Unbekannten überfallen worden. Erst durch die Aussage ihrer überlebenden Tochter, der damals neunjährigen Christie, wurde sie überführt und verurteilt. In den USA wurde ausführlich über den Fall berichtet. Das Interesse war so groß, dass Downs sich sogar vom Gefängnis aus live von Oprah Winfrey für deren Show interviewen ließ.

## Leben vor der Tat
Diane Elisabeth Fredrickson kam am 7. August 1955 als älteste Tochter der 17-jährigen Willadene Fredrickson und des acht Jahre älteren Wes Fredrickson, zur Welt. Ihre Geschwister wurden in rascher Folge geboren: ein Jahr nach Diane kam ihr Bruder John zur Welt, zwei Jahre darauf ihre Schwester Kathy, ein weiteres Jahr später James und schließlich Paul, der acht Jahre jünger ist als Diane. Vater Wes nahm unterschiedliche Jobs an, die jedoch oft wechselten. Als Älteste musste Diane früh bei der Versorgung der jüngeren Geschwister helfen und dabei für Ruhe und Ordnung sorgen, um den Bestrafungen des dominanten Vaters in Form von körperlicher und psychischer Gewalt zu entgehen. Sie durfte die Geschwister selbst nicht bestrafen und wurde dafür bestraft, wenn sie es doch tat, sie wurde aber auch für das Fehlverhalten ihrer Geschwister bestraft. Nach Lydia Benecke könnte sie u. a. dadurch gelernt haben, dass negative Konsequenzen willkürlich passieren und sie ihnen ohne Handlungsmöglichkeit ausgeliefert ist. Diane wurde mit sehr hoher Wahrscheinlichkeit im Alter von 12 bis 15 Jahren von ihrem Vater auch sexuell missbraucht, der jedoch nie überführt wurde, da sie es nicht gewagt hätte, ihn anzuzeigen.
Mit 15 Jahren begann Diane, sich für Steve Downs zu interessieren, den sie mit 18 Jahren heiratete. Ihre älteste Tochter Christie Ann wurde 1974 geboren, die frischgebackenen Eltern waren zu diesem Zeitpunkt beide noch keine 20 Jahre alt. Cheryl Lynn kam 1976 zur Welt. Nachdem Diane ein drittes gemeinsames Kind abgetrieben hatte, weil sie sich schon mit zwei Kindern überfordert fühlte, ließ Steve eine Vasektomie vornehmen. Aber Diane kam nicht zur Ruhe. Sie ging gezielt eine Affäre mit einem Kollegen ein um schwanger zu werden. Ihr Sohn Stephen Daniel, genannt Danny, wurde 1979 geboren. Es gelang Diane, ihren Mann zu überzeugen, sie nicht zu verlassen. In der belastenden Situation begann sie, ihre Kinder zu vernachlässigen. Trotzdem bewarb sie sich als Leihmutter, wobei es ihr gelang, ihre Verhältnisse als stabil und sich selbst als ausgeglichen darzustellen. Steve trennte sich von Diane, bevor diese als Leihmutter 1982 Jennifer zur Welt brachte. Wie vereinbart verzichtete sie auf alle Rechte an dem Kind und erhielt 10.000 US-Dollar von dem Ehepaar, das sie engagiert hatte.
Bei ihrer Arbeit für den United States Postal Service lernte Diane Robert „Knick“ Knickerbocker kennen. Trotz der Affäre hatte er wenig Interesse, sich aus seiner bestehenden Ehe zu lösen. Darüber hinaus gab er ihr unmissverständlich zu verstehen, dass er nicht vorhatte, mit ihr und ihren Kindern zusammenzuziehen. Knick wollte kein „Daddy“ werden, eigene Kinder wollte er auch nie, und er hatte sich bereits vor seiner Hochzeit sterilisieren lassen. Streits, Trennungen und Versöhnungen prägten die Beziehung und ließen die Bedürfnisse von Dianes Kindern immer mehr in den Hintergrund treten. Eine Nachbarin fungierte als Babysitterin und stellte fest, dass besonders Cheryl oft ängstlich oder traurig war und selbstgefährdendes Verhalten zeigte. Selbst ihrem Vorgesetzten war bekannt, dass Downs ihre Kinder schlug und vernachlässigte. Er bat sie jedoch lediglich, sich Hilfe zu suchen, anstatt selbst das Jugendamt zu informieren. Im Frühling 1983 trennte Knick sich am Telefon endgültig von Downs. Instabil und depressiv, wurde ihr klar, dass sie keine gute Mutter war. In ihrem Tagebuch beschrieb sie ihr mögliches Leben mit Knick. Während von Diane Downs immer mehr die Vorstellung Besitz ergriff, dass die Kinder sie an der Umsetzung ihrer Träume hinderten, versuchten diese, ihrer Mutter nicht zur Last zu fallen. Zur Selbstverteidigung hatte sich Downs bereits zwei Waffen von ihrem Ex-Mann Steve geliehen, die sie in ihrem Kofferraum aufbewahrte.

## Der Mord vom 19. Mai 1983
Außer Diane Downs selbst gab es für die Tat, die sich am 19. Mai 1983 in Oregon ereignete, keine Zeugen. Spät abends erreichte Downs mit ihren drei blutverschmierten Kindern im Auto die Notaufnahme des Krankenhauses von Springfield, Oregon. Die siebenjährige Cheryl wurde sofort für tot erklärt. Obwohl schon die erste Kugel tödlich gewesen wäre, war noch ein zweites Mal aus nächster Nähe auf Cheryl geschossen worden. Sowohl Christie (8) als auch Danny (3) waren lebensgefährlich verwundet worden.
Danny war an der Wirbelsäule getroffen worden. Christie hatte durch einen massiven Blutverlust nach zwei Schüssen in den Brustkorb einen Schlaganfall erlitten und war bewusstlos. Downs hatte eine Schussverletzung am linken Arm, der gebrochen war. Nach dem Tathergang befragt, erzählte sie, sie seien von einem unbekannten Mann angehalten worden. Er habe ihr Auto gefordert und auf sie und ihre Kinder geschossen, als sie sich weigerte, es ihm zu überlassen. Danach sei sie so schnell es ging zur Notaufnahme gefahren. Das widerspricht der Zeugenaussage eines Familienvaters, der hinter ihr auf derselben Straße fuhr und sich über den langsamen Wagen wunderte.

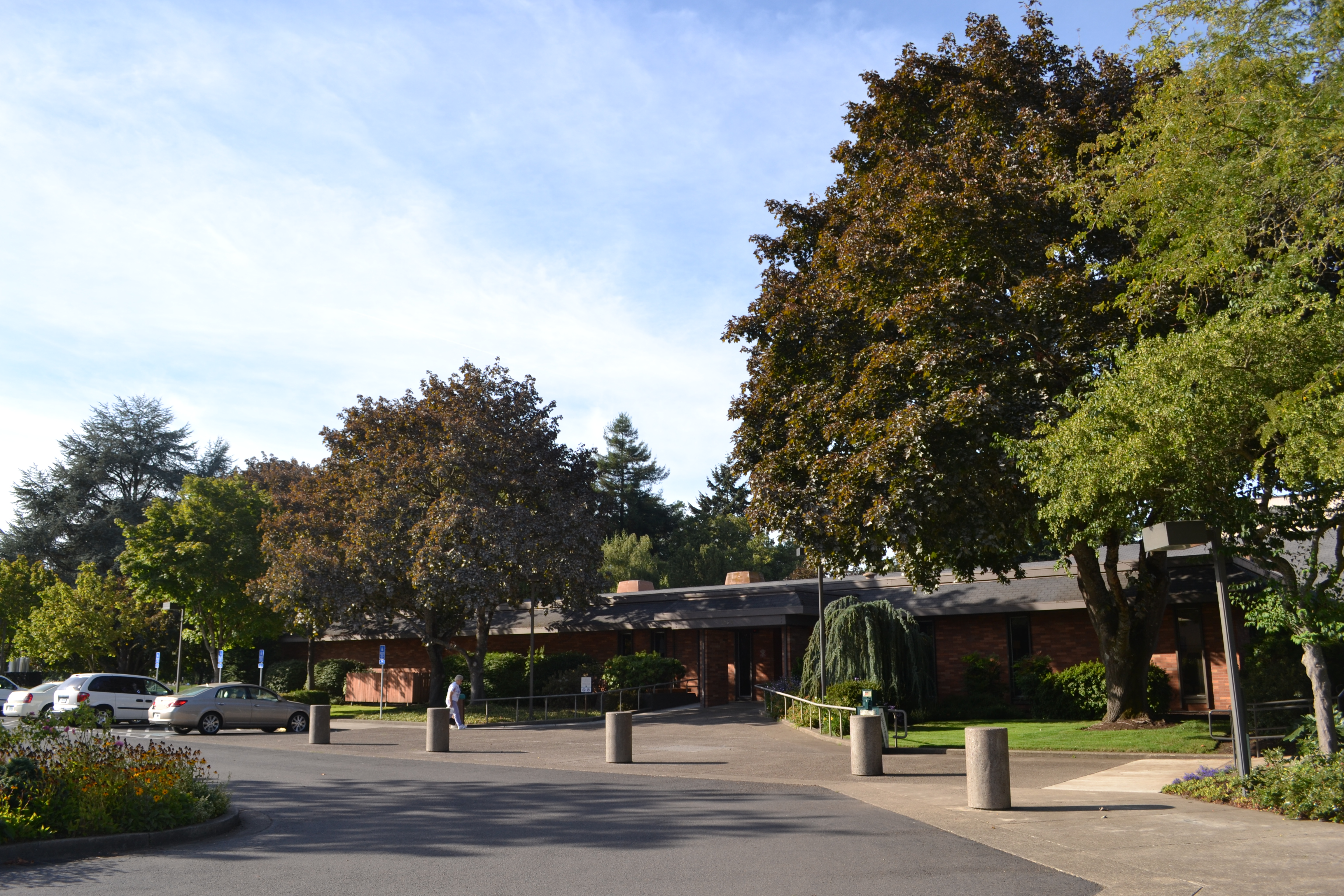
Eingangsbereich des von Diane Downs angesteuerten McKenzie-Willamette Medical Center

Bereits im Krankenhaus fiel Downs unter anderem der Krankenschwester Rose Martin als sehr abgeklärt auf. Während im Operationssaal um Christies Leben gekämpft wurde, wollte sie der Mutter etwas Beistand leisten und sagte, die Ärzte würden ihr Bestes geben, um das Leben der Kinder zu retten. Während Downs gefasst ihren Tee trank, habe sie lediglich geantwortet: „Für meine Kinder nur das Beste. Zumindest habe ich eine gute Krankenversicherung.“
Dem Chirurgen Dr. Steven Wilhite war es gelungen, Christie nach einem Herzstillstand wiederzubeleben. Der Zustand der Achtjährigen war jedoch noch immer lebensbedrohlich, als er ihre Mutter darüber informierte. Er sagte später, er hätte sie nicht für eine Familienangehörige gehalten, denn da war keine einzige Träne, weder Fassungslosigkeit oder Besorgnis noch Betroffenheit. Stattdessen machte sie Bemerkungen darüber, dass das Blut den Rücksitz ihres neuen Autos völlig „ruiniert“ habe. Falls Christie einen Hirntod habe, so wünsche sie, dass er den Stecker zieht.
Downs’ eigenem Vater Wes war bereits in der Tatnacht aufgefallen, dass seinen Enkelkindern ausnahmslos in den Rumpf geschossen worden war, während Downs lediglich eine Verletzung am linken Unterarm hatte. Sie ist Rechtshänderin. Ihr Vater sagte, für ihn sähe es so aus, als habe Downs es getan, doch in der Tatnacht ging seine Bemerkung zunächst unter. Später sagte jedoch auch Downs’ jüngere Schwester Kathy aus, sie habe bereits, als die Nachricht sie erreichte, sofort gedacht, Downs hätte die Situation selbst inszeniert. Darüber hinaus war ihre Reaktion auf den Zustand ihrer lebenden Kinder und den Tod ihrer Tochter erschreckend emotionslos; sie hatte sogar in derselben Nacht versucht, mit den Polizisten auf der Wache zu flirten.
Die siebenjährige Cheryl wurde am 25. Mai beerdigt. Ihre Mutter hatte ihr extra ein weißes Kleid gekauft, damit sie aussah wie ein Engel. Einem Polizisten gegenüber sagte Downs, dass sie sich fast schuldig fühle zu denken, dass Cheryl es jetzt besser habe und wahrscheinlich im Himmel sei.

## Bis zur Verhaftung im Februar 1984
Diane Downs verlor keine Zeit, um sich in der Presse als liebende Mutter und Opfer einer unerklärlichen Tat darzustellen. Sie gab eine Pressekonferenz und zahlreiche Interviews, in denen sie sich jedoch zunehmend selbst widersprach, was ihre eigene Glaubwürdigkeit schmälerte. Dennoch beteuerte sie wiederholt ihre Unschuld. Sie sagte, sie sei mit den Kindern durch die Nacht gefahren, um ihnen die Umgebung im Dunkeln zu zeigen – was unwahrscheinlich klang, da alle drei schliefen. Wenig später wurden ihre Tagebücher sichergestellt. Den Ermittlern wurde nun klar, dass sie eine Affäre mit einem verheirateten Mann gehabt hatte. Darüber hinaus war dort belegt, dass Knick keine Kinder wollte, wodurch sie ihre eigenen Kinder zunehmend als Last wahrgenommen haben musste. Die Aussage von Knick selbst lässt dagegen darauf schließen, dass er sich mit seiner Frau versöhnt hatte, Downs ihn aber nach der Trennung mit Anrufen, unangekündigten Besuchen und Aufmerksamkeiten bedrängte. Der Polizei gegenüber sprach er von Stalking und sagte, er habe Angst gehabt, Diane könne seiner Frau etwas antun.
Zu der Verhaftung führte jedoch die Aussage ihrer überlebenden Tochter Christie, die nach dem Mordversuch durch ihren Schlaganfall erst wieder das Sprechen lernen musste. Schließlich konnte sie der Polizei mitteilen, woran sie sich erinnerte, und ein fremder Mann kam in ihrer Geschichte nicht vor.
Wie sehr Downs auf sich selbst fokussiert war, belegen zwei kurze Videos von ABC News, in denen verschiedene Sachverständige zu Wort kommen; auch der Chirurg Dr. Wilhite, die auf Justizfälle spezialisierte Fernsehjournalistin Nancy Grace und die Autorin Ann Rule. Auf die Frage, warum sie zwar ihren eigenen Arm verbunden hat, aber keinem ihrer Kinder Erste Hilfe leistete, hatte sie keine Antwort. In den Wochen nach der Tatnacht war dem medizinischen Personal im Krankenhaus aufgefallen, dass Christie offenbar Angst vor der Mutter hatte, denn selbst während der Bewusstlosigkeit reagierten Christies Vitalparameter mit massiven Normabweichungen, sobald sich ihre Mutter im Zimmer aufhielt. Fernsehreportern sagte Downs, wenn es ihr Ziel gewesen wäre, ihre Kinder zu töten, hätte sie es ordentlich gemacht und das Krankenhaus gar nicht erst aufgesucht. Die Kinder erwähnte sie dabei fast gar nicht, beklagte sich aber darüber, dass sie zwei Monate lang Schwierigkeiten hatte, sich die Schuhe zu binden.

## Verurteilung
In der Hoffnung, sich so das Mitgefühl der Jury zu sichern, verführte Diane Downs einen jungen Mann gezielt an ihren fruchtbaren Tagen. Als sie im Juni 1984 vor Gericht stand, war sie hochschwanger mit ihrer jüngsten Tochter. Im Prozess wurde der Nachweis erbracht, dass Patronen und Patronenhülsen zu den Waffen passen, die sich zur Tatzeit in Downs’ Besitz befanden. Durch die Aussage ihrer Tochter Christie wurde Downs schließlich verurteilt. Christie hatte über ein Jahr Physiotherapie und psychologische Unterstützung hinter sich, als sie aussagte, in welcher Reihenfolge Downs auf ihre Kinder schoss, bevor sie sich selbst am Arm verletzte.
Während des Prozesses zeigte sich Downs wiederholt verhaltensauffällig und irritierte alle Anwesenden. Verstörend wirkte insbesondere die Tatsache, dass Downs leise mitsang und sich im Takt zur Musik bewegte, als das Lied Hungry Like a Wolf der Band Duran Duran im Gerichtssaal vorgespielt wurde. Es war zur Tatzeit im Auto zu hören gewesen. Die psychiatrischen Gutachter attestierten ihr gleich drei schwere Persönlichkeitsstörungen: Narzissmus und eine histrionische sowie eine antisoziale Persönlichkeitsstörung, auch als Psychopathie bekannt.
Christie, die in Folge ihrer Schussverletzung auch einen Schlaganfall erlitten hatte und das Sprechen erst wieder erlernen musste, hatte die Version von dem fremden Mann von Anfang an nicht unterstützt. Im Prozess wurde von Fred Hugi gefragt, wer auf sie und ihre Geschwister geschossen hätte. Sie antwortete mit My Mum (Meine Mutter) und gilt als die Zeugin, durch deren Aussage der Prozess gegen Diane Downs entschieden wurde.
Vier Wochen nach Verhandlungsbeginn wurde Downs für den Mord an Cheryl und den versuchten Mord an Christie und Danny für schuldig befunden und zu lebenslanger Haft plus 50 Jahren verurteilt. Aufgrund besonderer Schwere der Schuld wurde festgelegt, dass in den ersten 25 Jahren kein Antrag auf vorzeitige Entlassung möglich war. Zwischen der Urteilsverkündung am 17. Juni 1984 und dem Antritt ihrer Haft kam ihre Tochter zur Welt, die gleich nach der Geburt vom Bundesstaat Oregon zur Adoption freigegeben wurde und bei dem Ehepaar Chris und Jackie Babcock heranwuchs.

## Nachwirkungen

### Die Kinder von Diane Downs
Das öffentliche Interesse am Fall Downs wuchs, als Ann Rule 1987 ihren Bestseller Small Sacrifices veröffentlichte. Viele Menschen wollten erfahren, wie es den überlebenden Kindern ergangen war. Rule informierte damals auf ihrer Website, dass kein Kontakt mehr zwischen den Kindern und ihrer Mutter bestehe. Christie und Danny waren 1986 vom Staatsanwalt Fred Hugi und seiner Frau Joanne adoptiert worden. Beide machten einen Universitätsabschluss. Christie ist verheiratet und wurde 2005 zum ersten Mal Mutter. Danny, seitdem von der Hüfte abwärts gelähmt, wurde Computerexperte. Beide waren sich einig, dass sie bei den Hugis eine gute Kindheit verlebt hatten und gaben keine Interviews. Christie lebte mit Mitte 40 noch immer in Oregon und bekam nach ihrem Sohn noch weitere Kinder, auch eine Tochter, die sie nach ihrer verstorbenen Schwester Cheryl benannte.
Die jüngste Tochter von Downs, Rebecca Babcock (* 1984), meldete sich seit 2010 mehrfach öffentlich zu Wort. Sie berichtete darüber, wie es sich für sie angefühlt hat, herauszufinden, die Tochter einer Kindsmörderin zu sein. „Becky“ Babcock sprach in Interviews über den frustrierenden Briefwechsel mit ihrer Mutter und war 2010 in der Oprah Winfrey Show zu Gast. Babcock wurde mit 18 Jahren Mutter eines Sohnes und arbeitet im Gesundheitswesen. In einem weiteren Interview sagte sie 2019, die Tochter von Downs zu sein, mache sie nicht als Menschen aus und dass sie Frieden damit geschlossen hätte.

### Haft und mediale Präsenz
Diane Downs im Jahr ihrer Verhaftung
und auf einem Gefängnisfoto
aus dem Jahr 2018

Link zum Bild

Downs wollte sich zunächst nicht mit ihrer Inhaftierung abfinden. Im Sommer 1987 brach sie aus dem Gefängnis Salem (Oregon) aus. Dabei überwand sie einen über 5 Meter hohen Stacheldrahtzaun und entkam 10 Tage lang der Polizei, die sie in 14 Bundesstaaten suchte. Sie war direkt zu Wayne Seifer, dem Ehemann einer Mitgefangenen, gegangen, der sie bei sich wohnen ließ, anfangs ohne zu wissen, wer sie eigentlich war. Downs ist seitdem in einem Gefängnis mit höherer Sicherheitsstufe inhaftiert.
Ein Jahr später wurde sie aus dem Gefängnis von New Jersey live zur Oprah Winfrey Show zugeschaltet. Sie wiederholte nicht nur die Geschichte von dem mysteriösen Unbekannten, sondern gab auch zu, dass sie damals schwanger wurde, weil sie sich so „einsam“ gefühlt hatte.
Vergeblich stellte Downs 2008 ihren ersten Antrag auf vorzeitige Entlassung bzw. Parole. Der zweite Antrag wurde 2010 ebenso abgelehnt, unter anderem weil sie noch immer keinerlei Verantwortung für ihre Tat übernahm. Ihr Verhalten als Gefangene sei offenbar von Beschwerden über Befindlichkeiten geprägt. So beschwerte sie sich darüber, dass sie zum Schutz vor Mitgefangenen öfters die Zelle wechseln müsse. Außerdem kündigte sie an, weitere Anträge auf Entlassung stellen zu wollen.
Im Jahr 2020 befand sich Downs seit 25 Jahren in der Central California Women's Facility, der einzigen Haftanstalt Kaliforniens, zu deren 3.000 Insassinnen auch zum Tode verurteilte Frauen zählen. Nach eigenen Angaben arbeitet sie dort in der Fahrradwerkstatt und beklagte sich zuletzt über unzureichenden Schutz vor Ansteckung während der COVID-19-Pandemie.

### Mediale Bearbeitung
Die Amerikanische True-Crime-Autorin Ann Rule schrieb 1987 das Buch „Small Sacrifices“ über den Fall Downs, dessen Übersetzung 1993 unter dem Titel Blick in den Abgrund auf Deutsch erschien.
Die deutsche Kriminalpsychologin Lydia Benecke erörtert in ihrem Buch „Psychopathinnen“ zusätzlich Hintergründe, Motive und psychische Ursachen, die für den Mord von Bedeutung waren. Dabei wird herausgearbeitet, welche Rollen die psychopathische beziehungsweise dissoziale Persönlichkeitsstörung und der Missbrauch, den Downs in jungen Jahren selbst erfahren hat, in ihrem Fall spielten.
Der auf der Geschichte basierende Spielfilm Schrei am Abgrund (engl. Originaltitel Small Sacrifices), in dem Downs von Farrah Fawcett dargestellt wird, wurde 1989 uraufgeführt.